# Дао
Да́о (кит. 道, буквально — «путь») — одна из важнейших категорий китайской философии. В зависимости от контекста, наиболее близкими интерпретациями термина могут быть такие понятия как: путь, духовный путь, жизненный путь человека, Абсолют и его вечное действие. Наиболее известная даосская интерпретация Дао как Абсолюта содержится в трактате «Дао дэ цзин» где Дао даются такие характеристики как: неизречённое, пустое, невидимое, вечное, начало всех вещей. Конфуций и ранние конфуцианцы придали термину Дао этическое значение, истолковывая его как «путь человека», то есть нравственное поведение и основанный на морали социальный порядок.

## Концепция Дао
Дао обозначает в китайской философии вечное действие или принцип творения, который отвечает за происхождение единственности и двойственности и вместе с тем — за начало мира и творение («Десять тысяч вещей»).
Из Дао возникает полярность Инь и ян, и, вследствие этого, возникают противоположности, из согласованности действий которых возникают перемена, движение и взаимное проникновение — и вследствие этого возникает мир. Возникновение мира не означает факт какого-то времени, когда мир начал существовать. Мир существовал всегда. Речь идёт не о начале времён, как в Библии, а об осмыслении принципа существования.
Дао — это как принцип имманентности, так и трансцендентности, внутреннего и внешнего, невидимого и видимого. Дао — это наивысшее состояние бытия в его трансцендентной функции, как недифференцируемая пустота и мать космоса. Под наивысшим понимается главное, высший уровень нашего понимания, а не сила, которая сильнее всех остальных сил. Под пустотой понимается то, что мы не видим, а не отсутствие чего-то. В современной трактовке это могут быть глубокие уровни микромира, «тёмное» вещество Вселенной, которое ищут сейчас астрофизики, нечто ещё более невидимое, но пронизывающее всё, как, например, магнитные поля или гравитационные волны, но ещё более фундаментальное, взятое вместе, как бездна единичностей, составляющая творческую силу существования.
Согласно Лао-цзы, Дао порождает единицу (великий предел кит. 太極), единица порождает два — Инь и ян (кит. 陰陽), которые, придя в движение, становятся тремя и порождают весь проявленный мир (кит. 萬物 / 万物, wànwù). То есть Дао является источником всех форм. Одновременно это энергия, которая формирует весь процесс творения.
Так как Дао охватывает всё, такие противоположности, как отсутствие (кит. трад. 無, упр. 无, пиньинь wú) и наличие (кит. 有, yǒu), Дао нельзя описать в интеллектуальных понятиях, из-за чего китайская философия полна парадоксов. Один из главных парадоксов состоит в том, что Дао одновременно и единичное — неповторимый путь каждой вещи и каждого явления в отдельности, то есть самих по себе, и Единое, универсальный закон Вселенной, то, что объединяет все вещи и все явления в одно существование. Другой парадокс состоит в том, что Дао — высшая сила, но Дао нельзя при этом представить в виде чего-то отдельного. Дао словно разлито во всех остальных действующих силах, словно пронизывает их.
В понятиях классической литературы Дао осмысливается как всепронизывающая сила, как одновременно и средство, и цель существования. Цель существования в даосизме — это не движение от низшего к высшему, как в монотеистических религиях, а нечто необъяснимое и непонятное. Знание и понимание — термины, вообще не применимые к Дао. Цель существования — это «вещь в себе».
Дао действует без активности и намерения, вещи происходят из него и получают порядок. Дао не надо представлять себе как нечто существующее отдельно и создающее всё существующее.
Действие Дао незаметно и вездесуще. Дао везде и во всём. Дао упорядочивает без того, чтобы господствовать. Мы везде и во всём видим действие Дао, но нигде не можем сказать, что вот это — Дао само по себе. Мир — это словно растение, которое растёт, подчиняясь внутренним законам, но эти законы незаметны.
Каждому существу и каждой вещи присуще собственное Дао, собственный Путь существования. Недеяние также практикуется, поскольку Дао упорядочивает вещи самостоятельно, и не нужно вмешиваться в этот естественный порядок.
Дао можно понимать как всемирный принцип, рационально недоступный, и поэтому человек должен как можно меньше своим сознательным действием и стремлением мешать этому принципу осуществлять себя, должен жить более интуитивным способом. Следовать по пути разума, пренебрегая интуицией — значит враждовать с Дао, а враждующий с Дао неминуемо причиняет вред себе и окружающему. Он словно плывёт против течения, но это течение настолько сильно, что всё равно подчинит его себе. Плывущий против течения зря тратит свои силы. Истощая свои силы, он приходит к гибели.
Не только у человека есть часть в Дао, но и каждая вещь и существо имеет собственное Дао и собственный путь. Каждое существо на дороге Дао неповторимо в его изменениях и проявлениях. Дао обнаруживается как постоянное движение и изменение. Понимать Дао означает понимать опыт существования, а не неподвижные интеллектуальные программы. Понимать означает у Лао-цзы следовать по пути Дао: видеть, чувствовать, ощущать действующие силы, и плыть по волне, не сопротивляясь течению. Это не означает, что человек должен броситься в первую же попавшуюся ему волну. Сначала надо интуитивно почувствовать, как живёт этот мир, а потом уже отдаваться волне. Жить естественно — в даосизме значит следовать естественности, избегая произвольных действий, вызванных попыткой осмыслить существующее вместо того, чтобы существующее почувствовать.
Этот термин считается самым распространенным в Китае.

Иероглиф Дао в древнейшем «бронзовом» начертании

## Даосизм
В даосизме термин «дао» приобретает уже не этическое, а онтологическое значение, причём под ним понимаются и первопричина вселенной, и лежащая в её основе таинственная и непознаваемая закономерность, и целостность жизни. Всемирную известность понятие Дао получило во многом благодаря классическому тексту «Дао дэ цзин», который наряду с Библией и Бхагавад-гитой является одним из наиболее переводимых на иностранные языки текстов. Непосредственно с понятием Дао связан и известный литературный памятник китайской культуры Дао цзан — «Сокровищница Дао».
В философии неоконфуцианства термин «дао» больше отождествляется с термином «ли» («принцип») и противопоставляется материальному субстрату «ци». Основатель рационалистической системы неоконфуцианства Чжу Си подчёркивал при этом тождественность дао человека и окружающего мира.

## Дао в «Дао дэ цзин»
В «Дао дэ цзин» Дао упоминается во многих местах. Существует множество оттенков значений в различных переводах этой работы. Ниже приведён первый чжан, описывающий Дао:

Дао, которое может быть выражено словами, не есть постоянное дао.
Имя, которое может быть названо, не есть постоянное имя.
Безымянное есть начало неба и земли, обладающее именем — мать всех вещей.
Поэтому тот, кто свободен от страстей, видит чудесную тайну [Дао],
а кто имеет страсти, видит его только в конечной форме.
Оба они одного и того же происхождения,
но с разными названиями. Вместе они называются глубочайшими.
Переход от одного глубочайшего к другому — дверь ко всему чудесному.
— «Дао дэ цзин», книга 1, глава 1

## Дао в концепции китайского материализма
«Дао есть управление реальными вещами. Лао-цзы был слеп, утверждая что Дао существует в пустоте […] Будда был слеп, утверждая что Дао существует в тишине […] Можно продолжать до бесконечности, выдавая подобные бессмысленные сентенции, — но еще никто не избежал конкретности вещей». (Ван Фучжи, 1619—1692 Ch’uan-shan i-shu)

## Интерпретация Дао в буддизме
В буддизме синонимом Дао является шуньята — божественная пустота, основные постулаты о ней были сформированы Нагарджуной.
Раннекитайский буддист Даошэн, считающийся одним из основоположников дзэн, отождествлял Дао с Буддой. Четвёртый патриарх дзэн Дао-сюань, описывая два способа вхождения на Путь (посредством ума и посредством руководства), сформулированные Бодхидхармой, характеризовал Путь как Дао.